# Ad Wouters

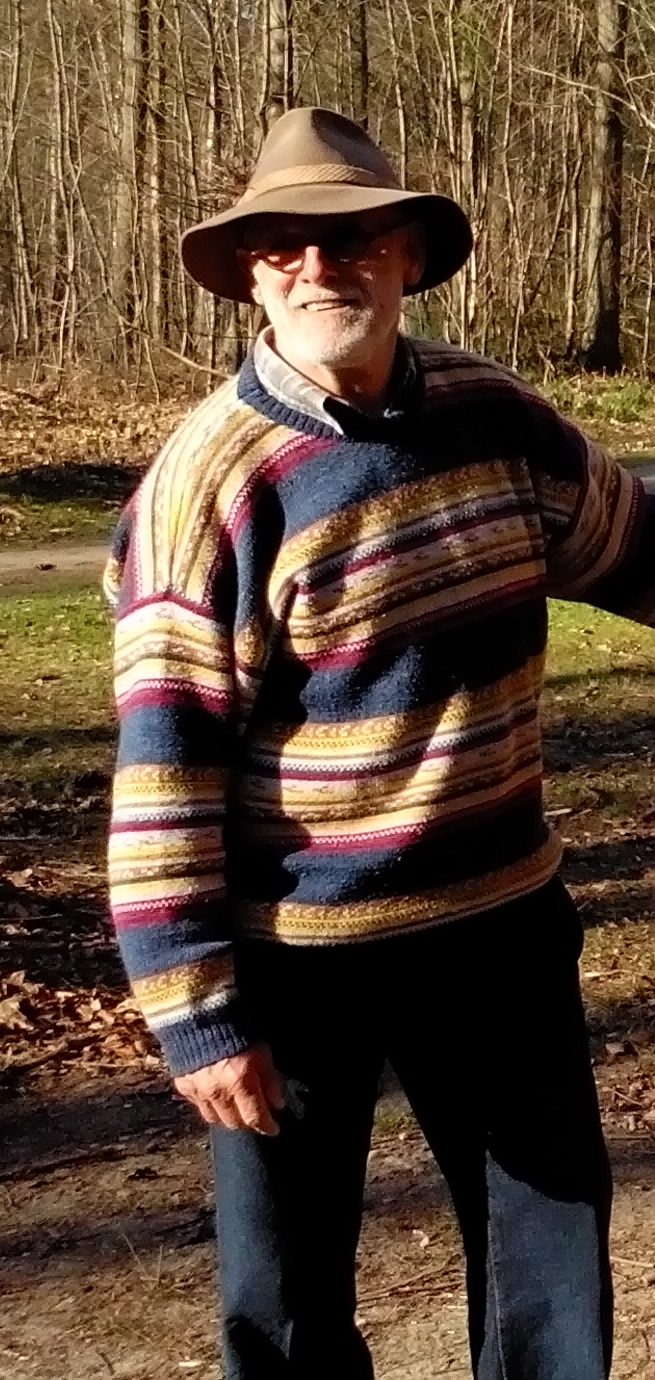
Ad Wouters 2014

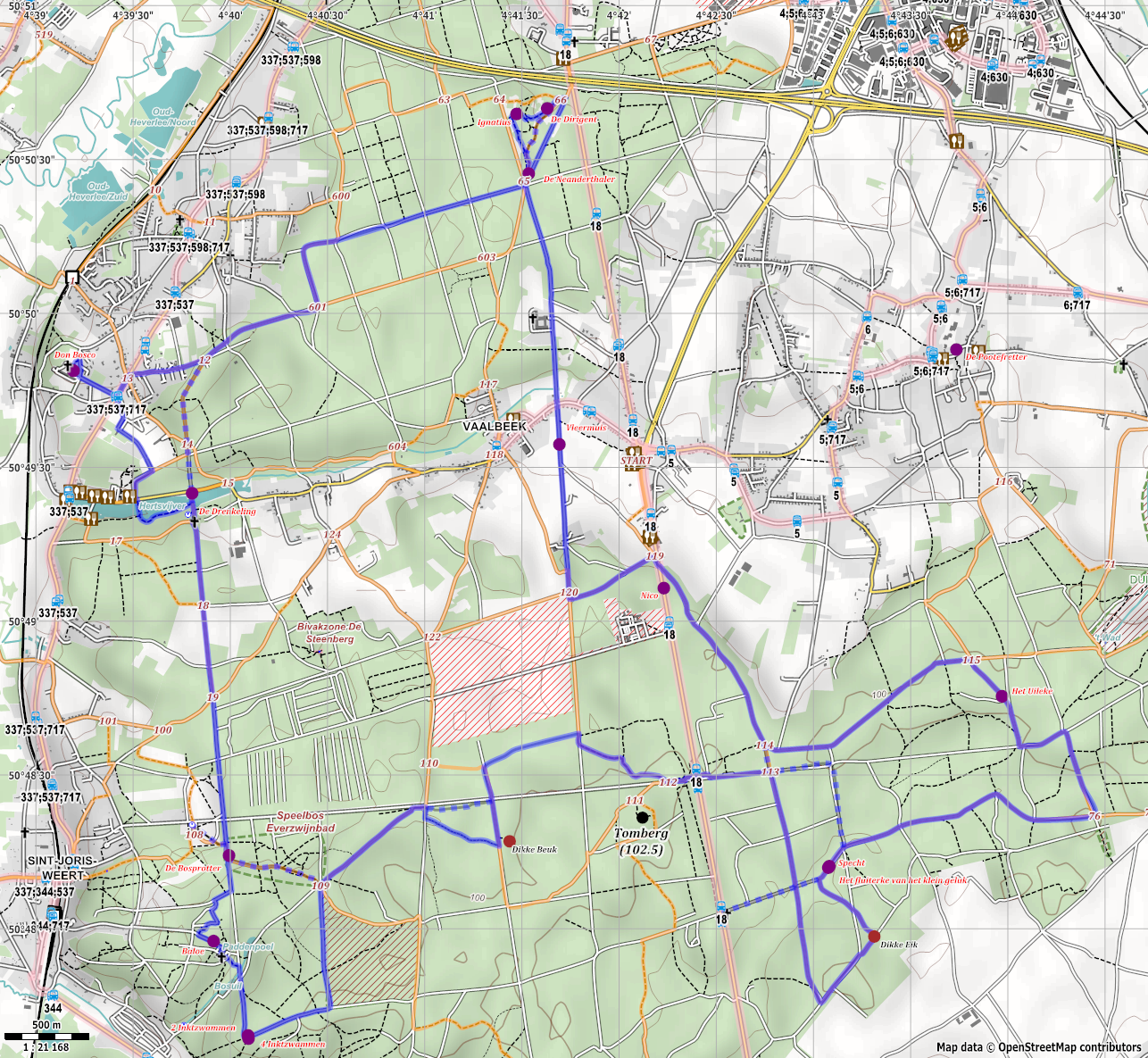
Karte vom Pfad von Ad

Ad Wouters (* in Dordrecht) ist ein niederländischer Bildhauer, der in Belgien wohnt und in der Gegend von Löwen aktiv ist. Wouters ist bekannt für seine Holzskulpturen, die er aus abgestorbenen Eichenbäumen fertigt und die im Wald und in der Stadt Löwen frei zu beobachten sind.

## Leben
Wouters wurde in Dordrecht geboren. Seit dem Alter von 13 Jahren arbeitete er in der Bauausführung. Mit 22 Jahren ging er als Freiwilliger für die belgische Organisation Bauorde nach Afrika. Nach dieser Reise zog er nach Haasrode in Belgien, wo er Gebäude restaurierte. In den 1990er Jahren wurde er durch einen Betriebsunfall arbeitsunfähig. Er entwickelte sich danach als Künstler.
Seine Kunstwerke sind öffentlich ausgestellt.

## Stil
Wouters stellt Schnitzenen meistens aus Baumstämmen oder Rekuperationsmaterial in Direct-carving-Technik her. Seine erste Schnitze, De Bosprotter schuf er im Auftrag des Waldförsters im Meerdaalwoud im Jahr 2000. Weitere erfasste Werke sind öffentlich zugänglich in Heverleebos, Meerdaalwoud, Heverlee, Oud-Heverlee, Blanden, Haasrode und Leuven. Wouters stellt seine Werke frei zur Verfügung und bietet sie auch nicht zum Verkauf an.
Folgende Holzschnitze von Wouters stehen entlang dem Pfad von Ad, welches über eine Länge von 25 km durch den Wald führt:

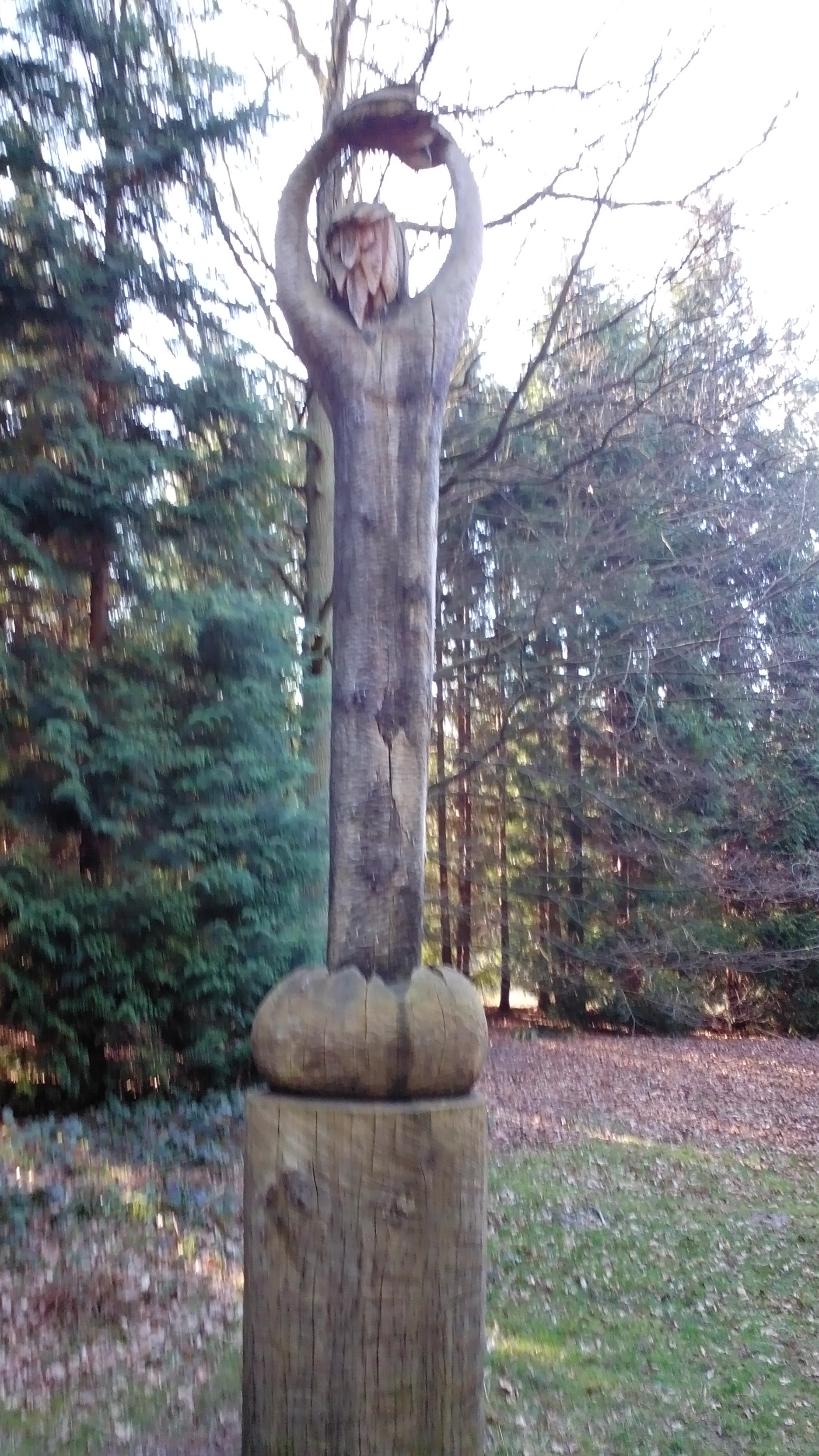
Der Dirigent (2007)
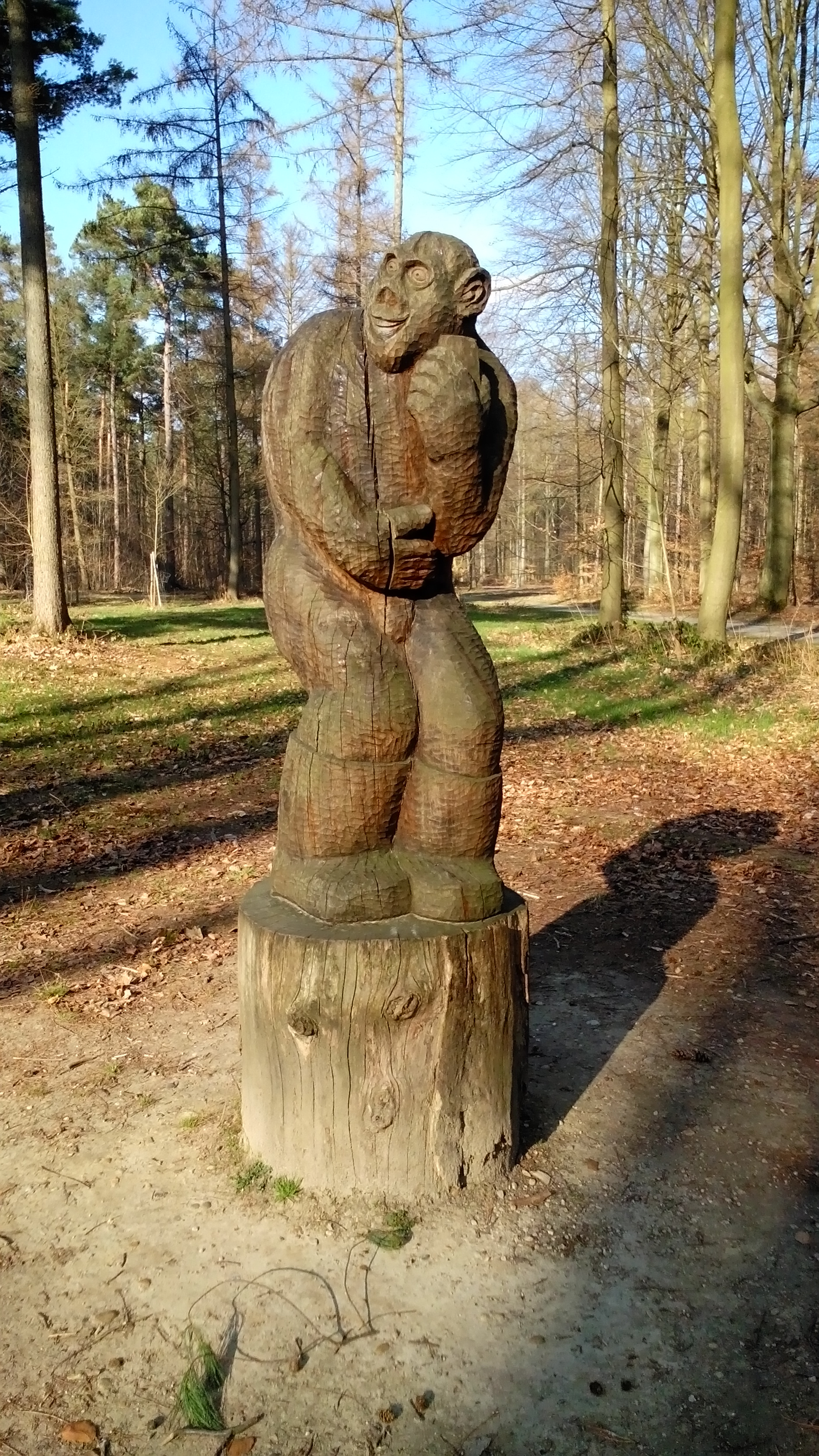
Der Neandertaler (2008)
Fledermaus
Ignatius (2008)
Das Eulchen (2003)
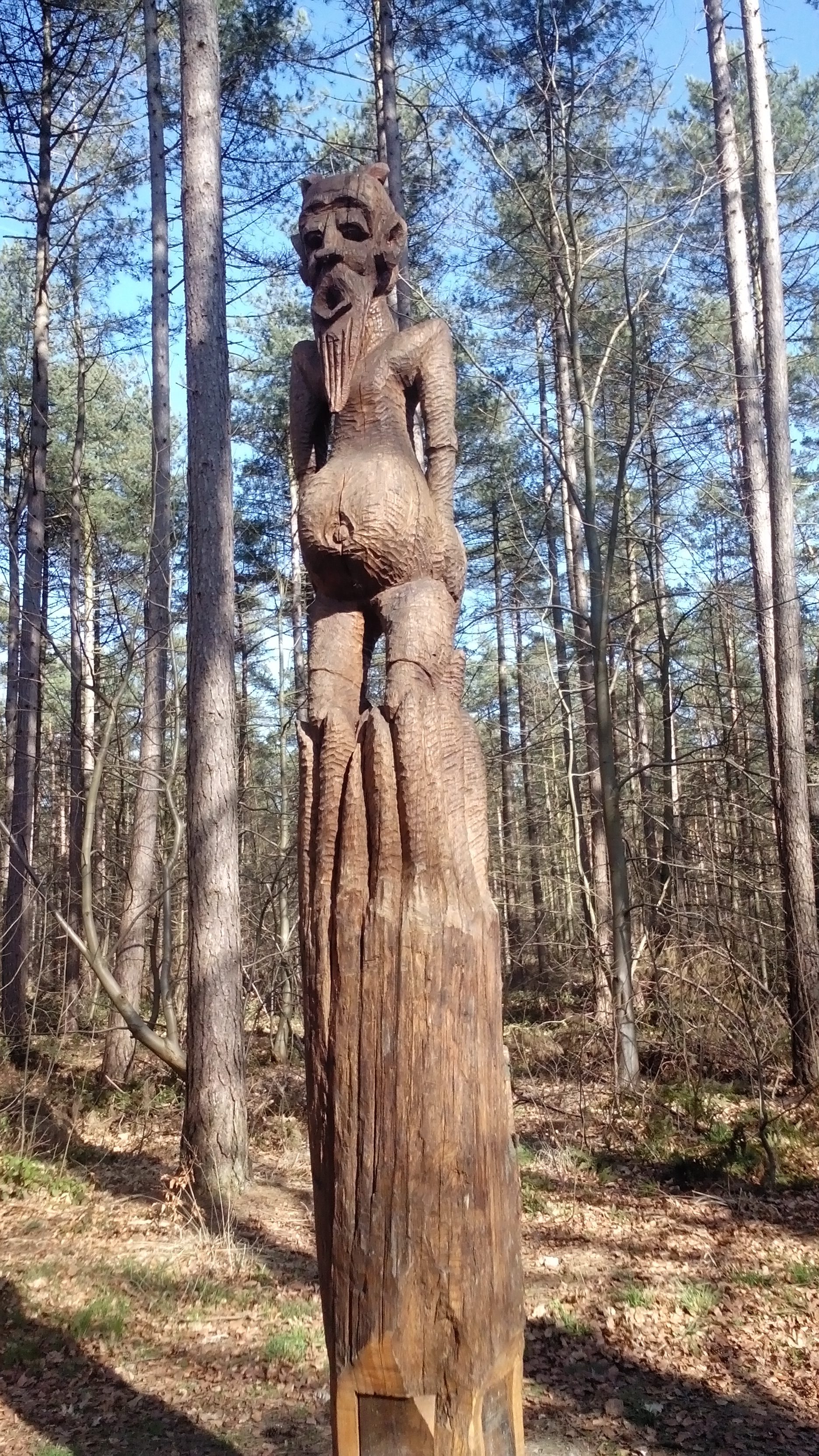
Der Bosprotter (2000)
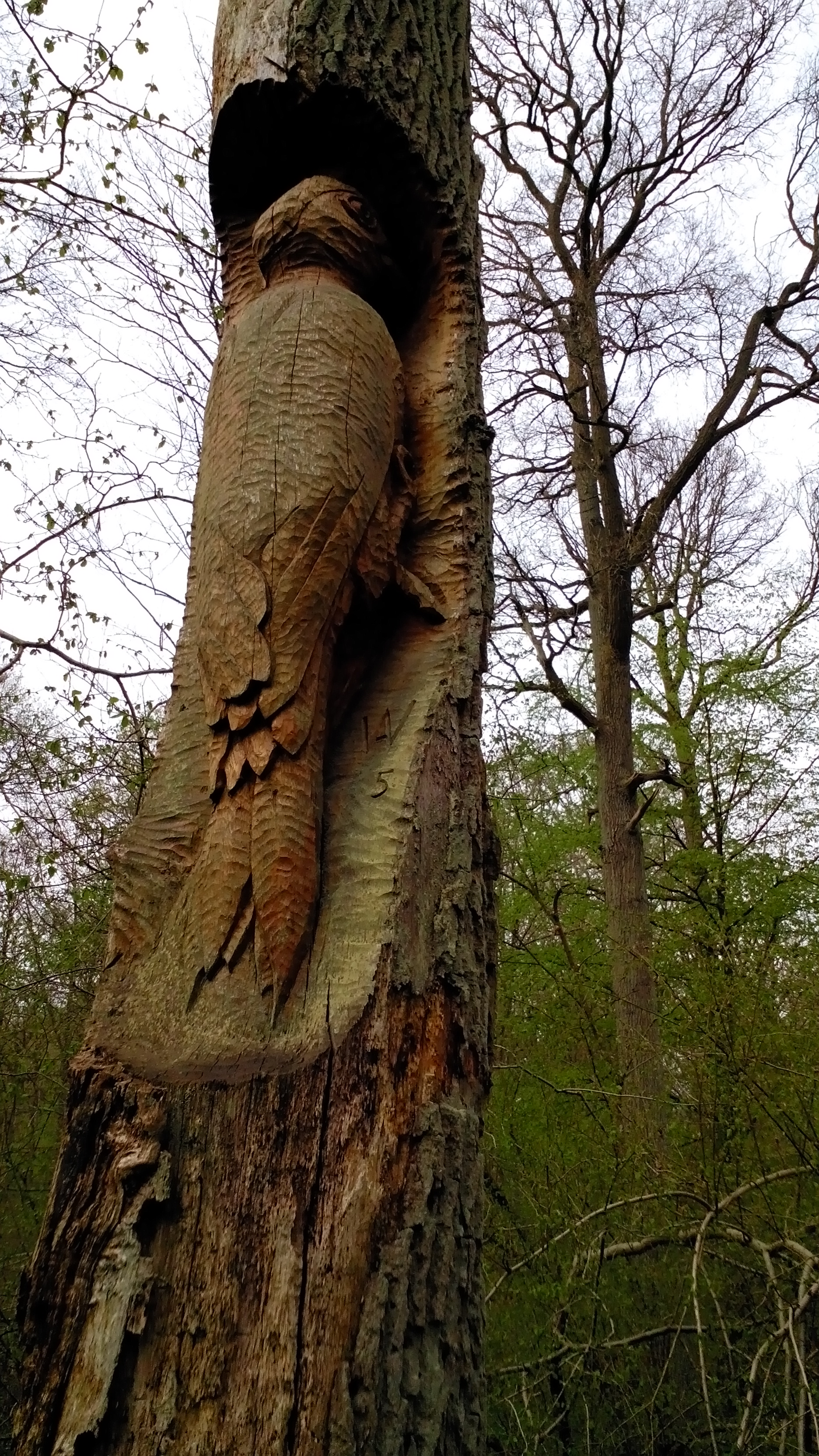
Specht  (2005)
Vogel (2005)
Coprinus (2011)
Balu (2011)

## Weitere Werke

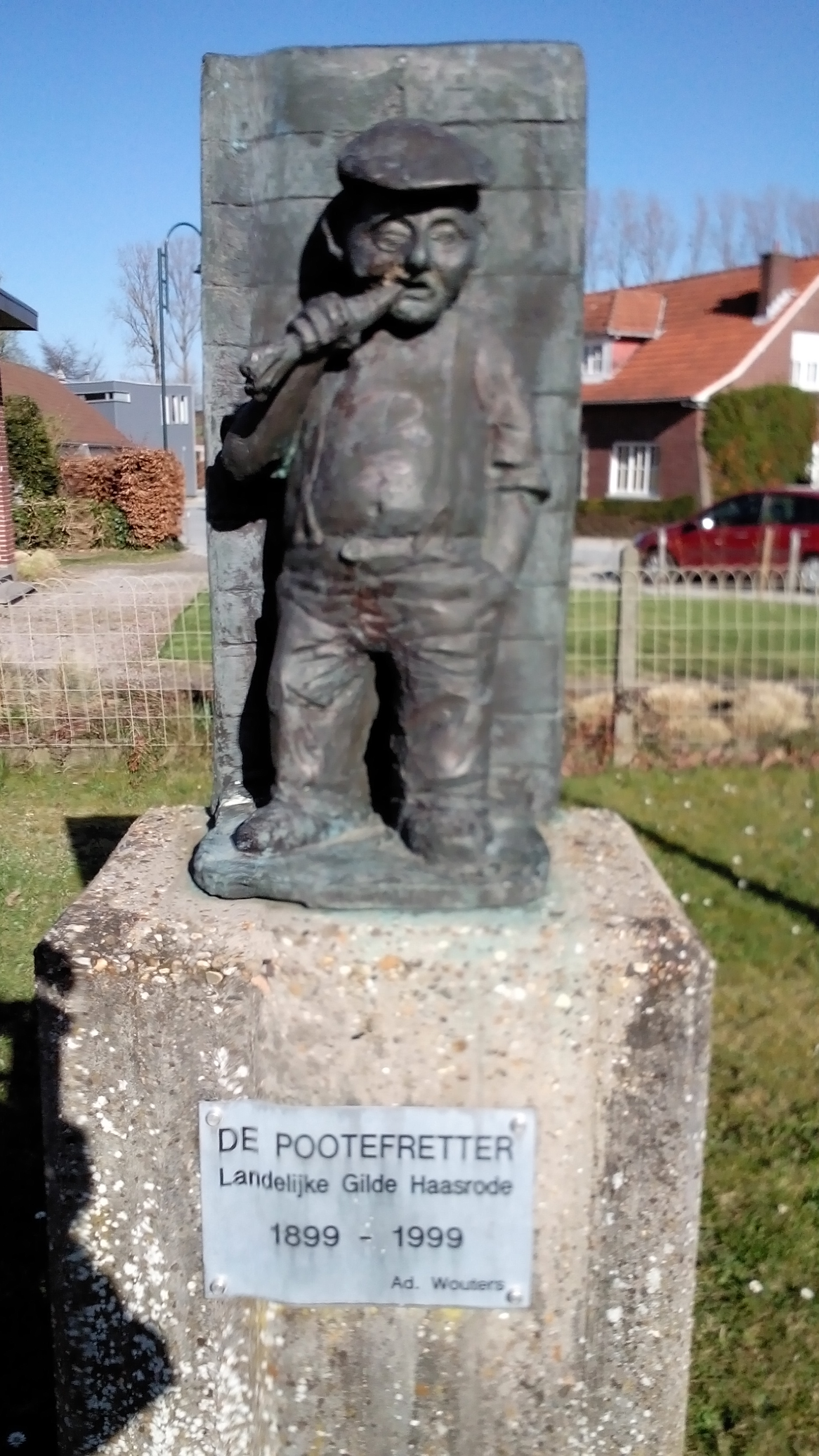
Der Moorenfresser 1999, Bronzebild in der Grundschule Haasrode
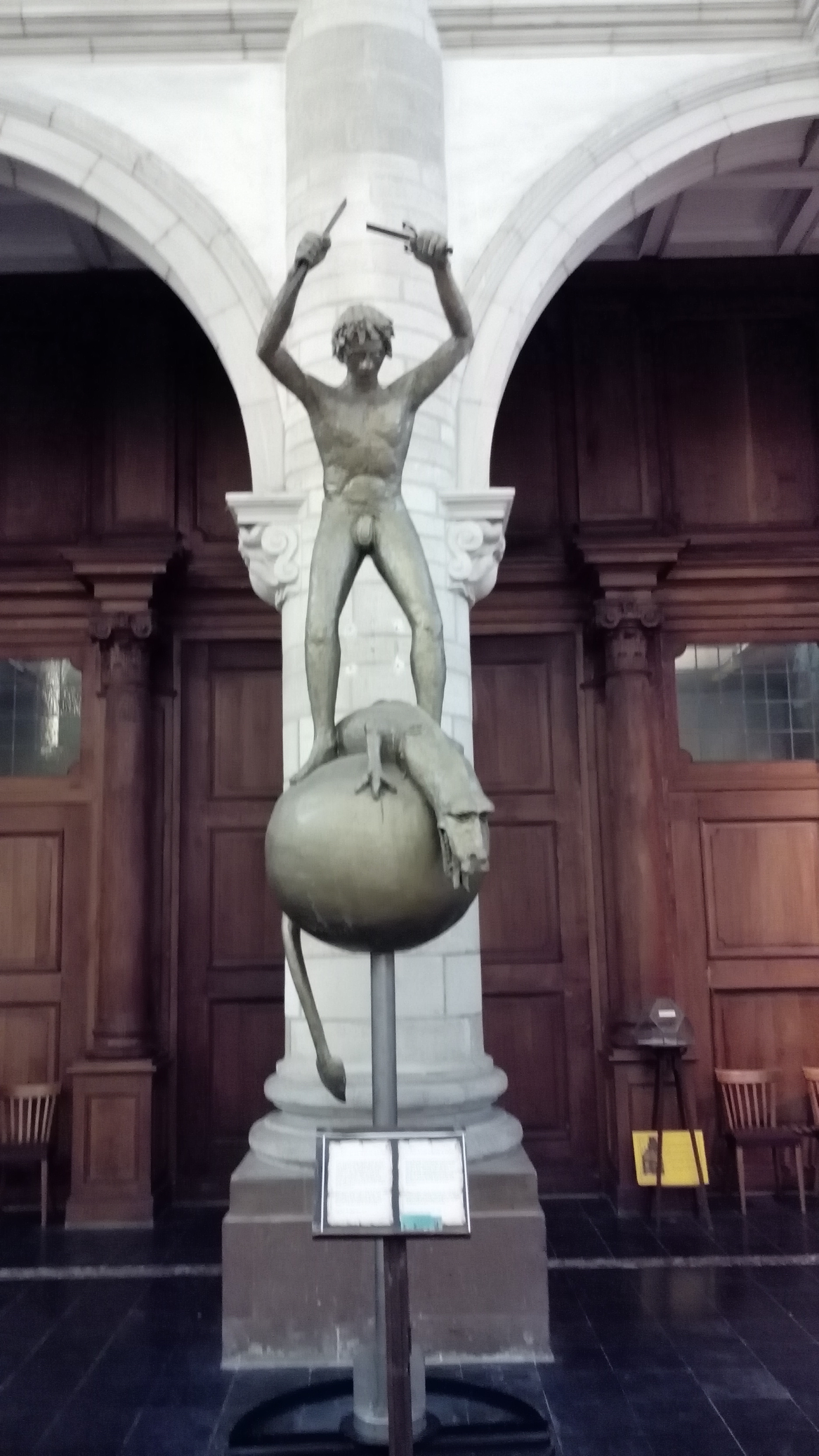
Sankt-Michael (2009), Messingbild in der Sankt-Michielskirche (Leuven)
Der Prophet (2012), Holzskulptur im Sankt-Donatus Stadtpark, Löwen
Aronstab, Holzschnitze in der Orangerie des Hortus Botanicus Lovaniensis
Der Ertrunkene (2014), Kunstwerk zwischen den Teichen Zoete Waters in Oud-Heverlee
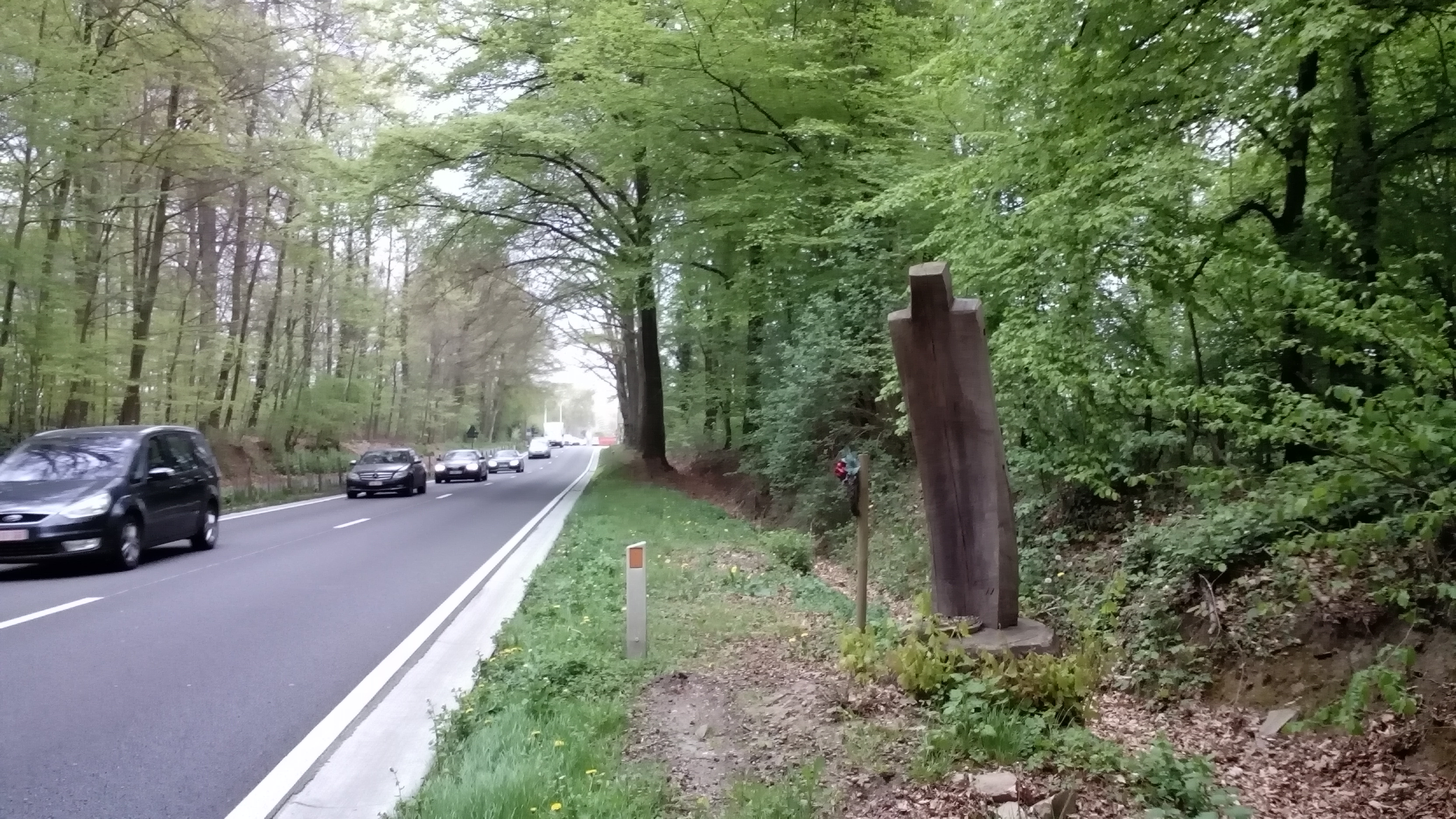
Nico (* 28. Juli 1986) war ein Motorradfahrer aus Oud-Heverlee, der im Juni 2009 einen tödlichen Unfall hatte auf der Naamsesteenweg in Blanden